# Haus Danneckerstr. 23 A–B (Stuttgart)

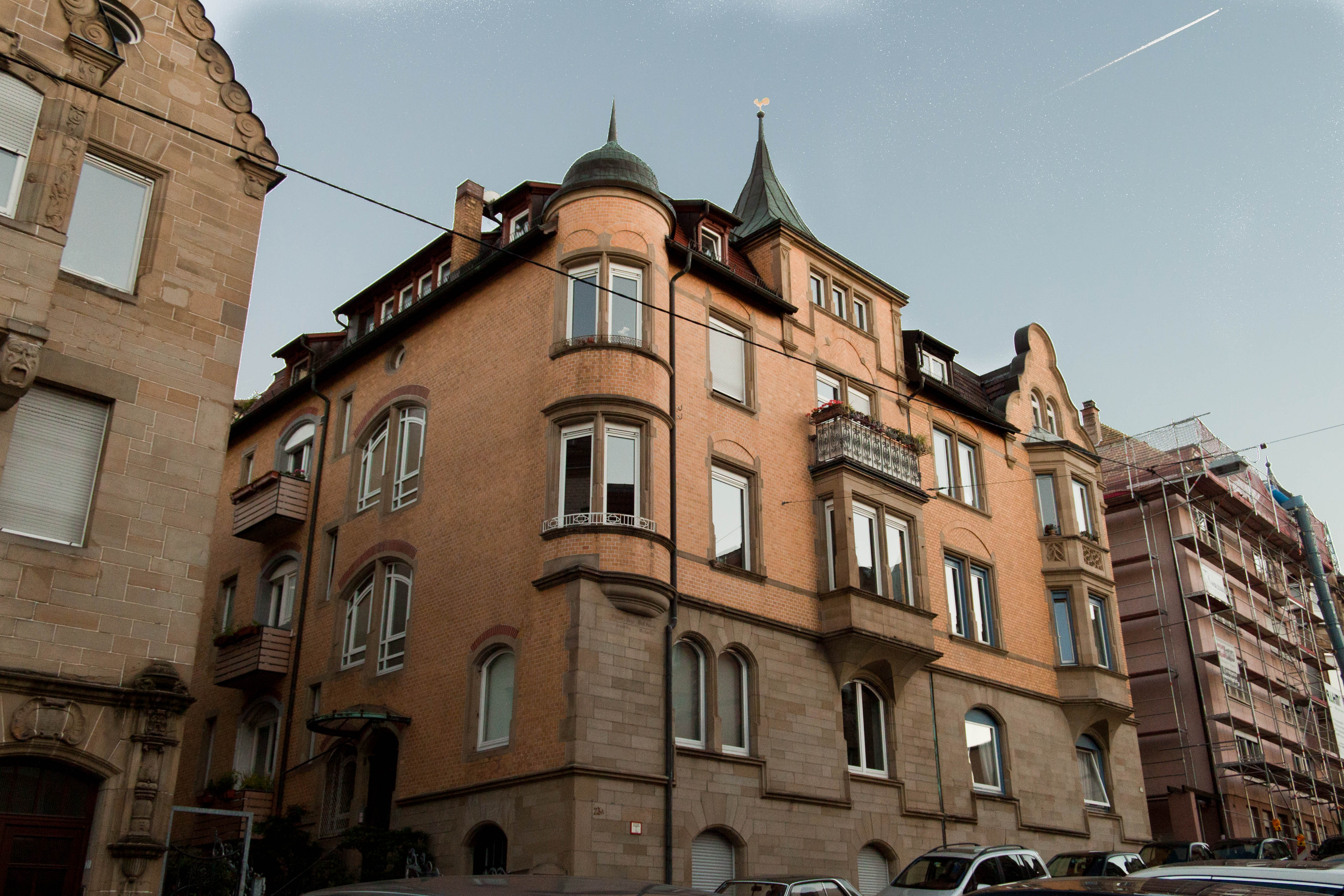
Haus Danneckerstraße 23 A–B Stuttgart Front

Das Haus Danneckerstr. 23 A–B ist ein denkmalgeschütztes Gebäude in Stuttgart-Mitte.

## Beschreibung
Das Gebäude wurde von 1896 bis 1897 nach Entwürfen der Architekten Eisenlohr & Weigle für den Steinhauer-Werkmeister Gustav Häberle erbaut. Beiden Gebäudeeinheiten liegt spiegelbildlich derselbe Grundriss zugrunde. Den Gebäudeteil 23a akzentuiert ein runder Eckerker in der Flucht der steil ansteigenden Danneckerstraße. Ein Kastenerker mit Balkon, ein Zwerchgiebel mit Pyramidendach sowie ein polygonaler Erker mit geschweiften Giebeln befinden sich an der Haushälfte 23b. Der Bau ist mit hellem Sandstein verkleidet.